# 助川まりえ
助川 まりえ（すけがわ まりえ、1986年10月13日 - ）は、日本の元タレント、グラビアアイドル。現在はキャンドルアーティスト。
茨城県那珂市出身。タレント時代はプラチナムプロダクションに所属していた。ワタナベエンターテインメントカレッジ卒業。

## 略歴
- 2007年12月、「第3回sabraブロガール選手権」でグランプリを獲得。
- 2008年、SUPER GTイメージガール「Airy」（エアリー）に就任。
- 2009年1月、「アイドル選手権Push★1」に出場。2回戦まで進むが11対1で川本まゆに敗退。
- 2010年からは同じ事務所に属する橘オリーブ、與坂唯ともに「胸の谷間にうもれ隊」としても活動開始。
- 約1年半の休業を経て、2012年秋から「愛乃えま」として芸能活動を再開したが、半年ほどで新しい所属事務所のHPから名前が消え、その後の目立った活動は見られない。
- 現在は「助川真里絵」名義で、キャンドルアーティストとして活動。

## 人物
- B90のGカップ（2008年12月時点・B92のHカップ）バストを誇り、同事務所に所属する愛川ゆず季、相澤仁美に続く巨乳アイドルとして2007年にデビュー。また同年夏、芸能人女子フットサルチーム「TEAM SPAZIO」に入団したが、現在は退団している。
- 「やりすぎコージー」で共演したこともある助川絵里奈（元バグジー所属）は実姉。
- 趣味は声楽。
- 韓国好きタレントとしても有名であり、ブログやメディアで韓流ドラマやk-popにハマっていることを公言している。

## 作品

### アルバム
Airy
- SUPER GT 2008 〜FIRST ROUND〜（2008年4月30日、avex trax）　曲名『やさしい未来（せかい）』
- SUPER GT 2008 〜SECOND ROUND〜 （2008年9月10日、avex trax） 曲名『REMEMBER YOUR HEART』

爆乳戦隊パイレンジャー
- 『爆乳戦隊パイレンジャー』（2009年1月28日、ジョリー・ロジャー）

爆乳三国志
- 爆乳音頭／爆乳マンイーター（2009年10月21日[2]、ポニーキャニオン）

胸の谷間にうもれ隊
- スケベ!／生殺し（2010年5月26日、ジョリー・ロジャー）

### 映像作品
- まりりんの休日（2007年7月15日、イーネットフロンティア）
- ま・り・え（2007年12月25日、エアーコントロール）
- G sketch（2008年3月28日、彩文館出版）
- 月とマシュマロ（2008年6月25日、GPミュージアムソフト）
- 相思相愛（2008年12月20日、晋遊舎）
- 恋夏風景 （2009年7月24日、イーネット・フロンティア）

## 出演

### テレビ
- 天使らんまん（2007年3月28日、毎日放送）
- やりすぎコージー（2007年4月-10月 、テレビ東京）- レギュラー
- あらびき団（2007年11月7日、TBS）

水着姿でポージングしながら第41回有馬記念(1996年。優勝馬・サクラローレル)の実況をするネタを披露
- 幹事さまぁ〜ず　女だらけの新年会やっちゃうのかよSP(2008年1月1日、日本テレビ)
- コスコスプレプレ（2008年4月 - 、フジテレビ721）
- もしも（フジテレビ、2009年3月）- 「もしも水を究極に制限したら」の企画で手島優と共演
- アリケン（テレビ東京、2009年12月5日、12月12日・2010年2月27日、3月6日）

栗山夢衣、みづきあかり （旧芸名・美月あかり）、望月香織と「アリケリング!!!!」を結成。
- 恋するビリボー&コスプレ大作戦!（MONDO21、2009年12月）
- AKIBA16エンタメTV（2011年2月9日 - 3月30日、あっ!とおどろく放送局）

### 映画
- ヤッターマン（2009年）

### ラジオ
- ゴチャ・まぜっ!金スペ ミニコーナー（2008年10月10日 - 2009年1月9日、MBSラジオ）

### 舞台
- 東京俳優市場公演 『二〇〇七 冬の陣 第1話「egg!産卵」』（2007年11月29日 - 12月1日、南青山・MANDALA） Bキャスト

### イベント
- プラチナムオフィシャルカードコレクション（2007年10月14日）

### パチンコ
- CRラブ嬢～ご延長の方はいかがなさいますか?～（2011年5月、平和）クラブラベンダーのキャバ嬢・まりえ役[3]

## 書籍

### 写真集
- G sketch（2008年1月25日、彩文館出版、撮影：斉木弘吉）- ISBN 978-4775602799
- 相思相愛（2008年12月1日、晋遊舎、撮影：佐藤裕之） - ISBN 978-4-88380-879-3

### トレーディングカード
- プラチナム オフィシャル カードコレクション （2007年10月13日、さくら堂）